# St.-Jakobus-Kapelle (Reutenen)

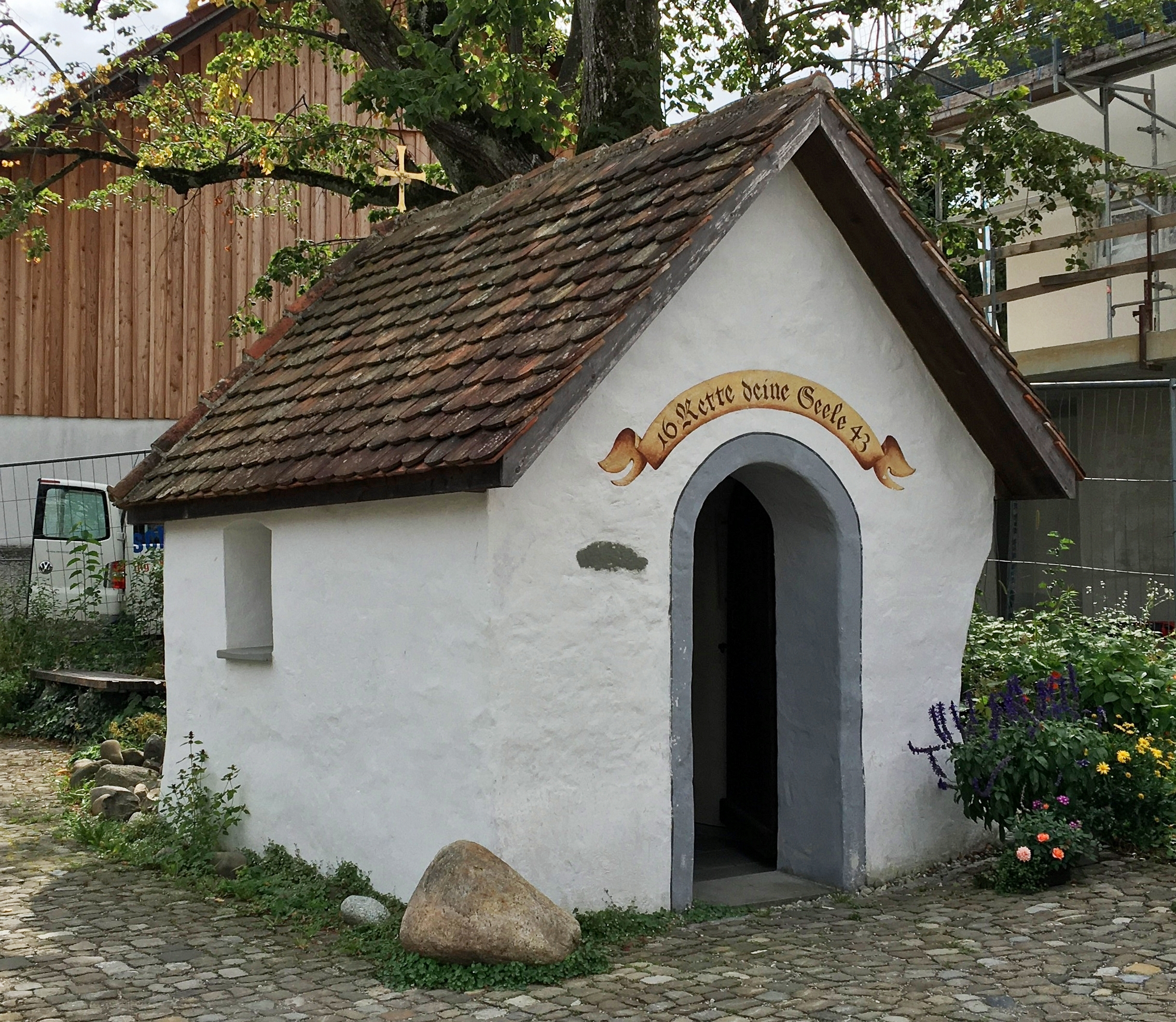
Wasserburg-Reutenen,
St.-Jakobus-Kapelle

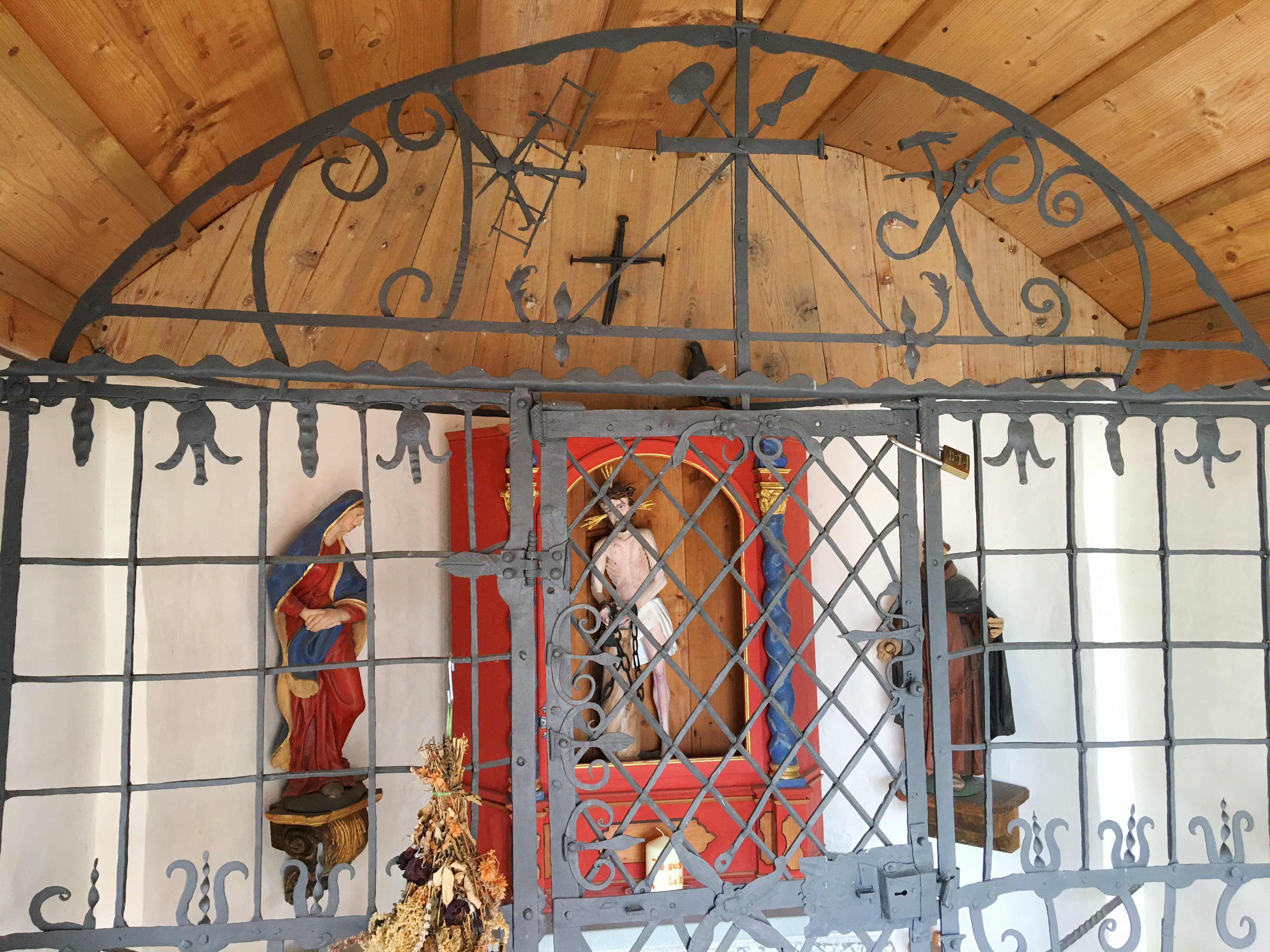
Inneres

Die St.-Jakobus-Kapelle, traditionell auch Gfrörnen-Kapelle, ist eine Votivkapelle aus dem Jahr 1643 in Reutenen, einem Ortsteil von Wasserburg (Bodensee). Die bauzeitliche Ausstattung, Zeugnis barocker Volksfrömmigkeit, ist erhalten.

## Geschichte
Der Bau der Kapelle erfolgte in der Endphase des Dreißigjährigen Kriegs und wenige Jahre nach einer regionalen Pestepidemie, die in Reutenen sechs Todesopfer forderte. Es wird angenommen, dass die Stiftung mit einem Gelübde – Dank für Bewahrung, Bitte um Beistand – verbunden war. Für das Jakobus-Patrozinium gibt es keine sichere Erklärung; vermuten lässt sich, dass der Stifter Jakob hieß oder eine besondere Devotion für das Grab des Apostels hegte. Eine Darstellung des Namensheiligen fehlt in der Kapelle.
Der volkstümliche Name Gfrörnen-Kapelle bedeutet „Eiswetter-Kapelle“ oder auch „Frostbeulen-Kapelle“. Er wird damit erklärt, dass Pestbeulen wegen ihrer Ähnlichkeit mit Frostbeulen vom Volk mit demselben Wort bezeichnet wurden. Der Name würde dann den Zusammenhang des Kapellenbaus mit der Pestepidemie unterstreichen. Allerdings gibt es keine alten Belege für die Verwendung des Wortes Gefrörne für Pestbeulen.
Die Kapelle gehörte zum Hof Kapellebur, bis sie 2004 von der Gemeinde Wasserburg übernommen wurde. Im Anschluss erfolgte mit öffentlichen und privaten Mitteln eine Grundsanierung.

## Bau und Ausstattung
Die Jakobuskapelle ist ein kleiner geosteter, weiß verputzter Saalbau aus Feld- und Wackersteinen mit Rundapsis, der nur etwa vier Personen Platz bietet. Das Dach trägt am östlichen Firstende ein bauzeitliches Kreuz aus vergoldetem Schmiedeeisen. Über dem rundbogigen Eingang steht in einem goldgelb gemalten Schriftband „16 Rette deine Seele 43“.
Der Altarraum ist durch ein bauzeitliches schmiedeeisernes ornamentiertes Gitter abgetrennt, das im oberen Teil die Leidenswerkzeuge Christi zeigt. Die Vorderseite des Sandstein-Altars ist mit dem IHS sowie Kreuz, Herz, Nägeln, Blumen und einem Ornamentrahmen bemalt. Auf der Mensa steht ein holzgeschnitzter Schrein, der in einer Rundnische das zentrale Andachtsbild der Kapelle enthält: Christus mit Kreuznimbus, Dornenkrone und Geißelungswunden, angekettet an die Martersäule, mit fast heiterem Blick den Betrachter anschauend. Flankiert wird der Schrein von der gebeugt und händeringend klagenden Maria und dem heiligen Leonhard in Mönchshabit mit seinem Attribut, der gesprengten Kette, der besonders gegen Viehseuchen angerufen wurde.